# ایکسان
شهر ایکسان (به کره‌ای: 익산) (به انگلیسی: Iksan) با جمعیت ۳۰۸٫۱۴۴ نفر در ایالت جئولابوک-دو در کشور کره‌جنوبی واقع شده‌است.